# Iconix Brand Group
Iconix Brand Group est une société américaine spécialisée dans la création de marques, principalement dans le textile et les chaussures. 

## Histoire
L'entreprise a été fondée en 1978 par Neil Cole.
En 1993, Iconix rachète la marque américaine de vêtements Candie's.
En 1998, Iconix rachète Bongo Jeans.
En 2004, Iconix rachète The Badgley Mischka.
Puis l'année suivante, Iconix rachète les marques Joe Boxer et Rampage.
En 2006, L'entreprise rachète les marques de vêtements London Fog, Mossimo, Mudd Jeans et Ocean Pacific. 
En 2007, Iconix rachète les marques de vêtements Danskin, Cannon et Rocawear.
Le 15 octobre 2007, Iconix rachète la marque américaine de vêtements Starter au groupe Nike.
Le 27 octobre 2009, Iconix a payé 109 millions de dollars pour une participation de 49% dans la marque de mode urbaine Ecko Unltd. Iconix obtient le reste des parts d'Ecko et en devient propriétaire en mai 2013.
Le 3 juin 2010, Iconix et Charles M. Schulz Creative Associates , achète tous les actifs liés à Peanuts, bande dessinée de son propriétaire de longue date, United Media, et l'utilisent pour former une nouvelle société, Peanuts Worldwide, qui est détenue à 80% par Iconix et 20% détenues par Schulz Associates,. Peanuts Worldwide a également acquis le bras de licence de United Media, qui représente des licences pour ses autres propriétés.
En 2011, Iconix rachète la marque américaine d'électronique The Sharper Image.
En octobre 2012, Iconix rachète la marque Umbro à Nike.
En février 2013, Iconix rachète la marque de jeans Lee Cooper à Sun Capital Partners pour 72 millions de dollars.
Après le rachat de Lee Cooper en ce même mois, Iconix prend le contrôle de la marque canadienne Buffalo David Bitton dans le but de se développer dans les marques haut de gamme. Le montant du rachat est de 76,5 millions de dollars pour une participation de 51% dans la marque. 
Buffalo David Bitton a été fondée en 1985 à Montréal. Cette marque propose denim collections, vêtements, vêtements de plein air, vêtements et d' accessoires. Il est destiné aux hommes et aux femmes âgées de 18-34 et est vendu chez Bloomingdale, Macy, Dillard et Lord & Taylor, ainsi que dans une boutique phare de New York qui a ouvert en janvier 2013 dans le quartier de SoHo.
En 2015, Iconix rachète les droits américains de la marque Pony International et la licence de The Strawberry Shortcake au groupe American Greetings.